# Timarcha
Timarcha là một chi bọ cánh cứng trong họ Chrysomelidae với hơn 100 loài đã được miêu tả được xếp vào 3 phân chi. Loài nổi tiếng phân bố rộng rãi là T. tenebricosa. Tất cả các loài có màu đen, không cánh. Timarcha làl loài ăn cây thân thảo sống chủ yếu trên thực vật trong họ Rubiaceae và Plumbaginaceae, mặc dù một vài loài có thể ăn Brassicaceae và Rosaceae.

## Hình ảnh

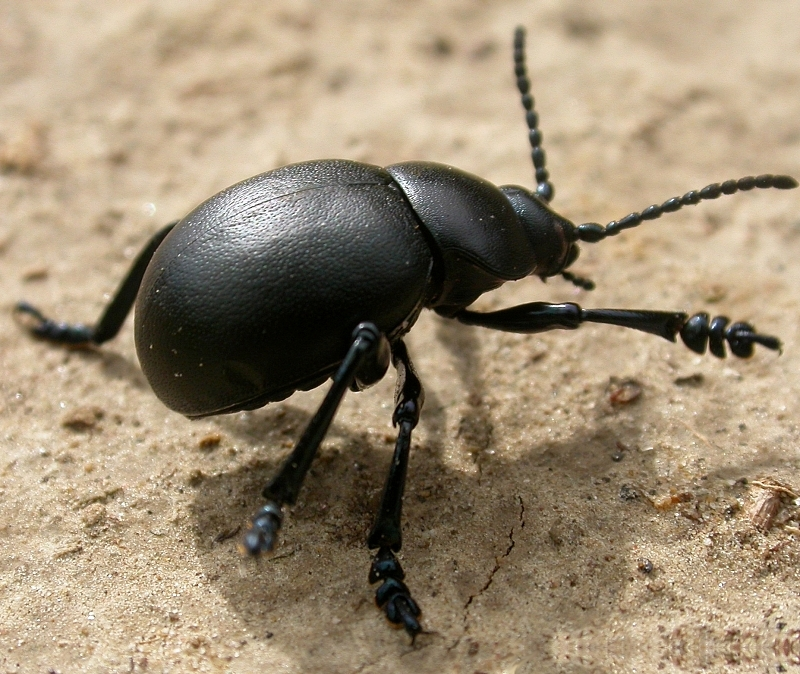
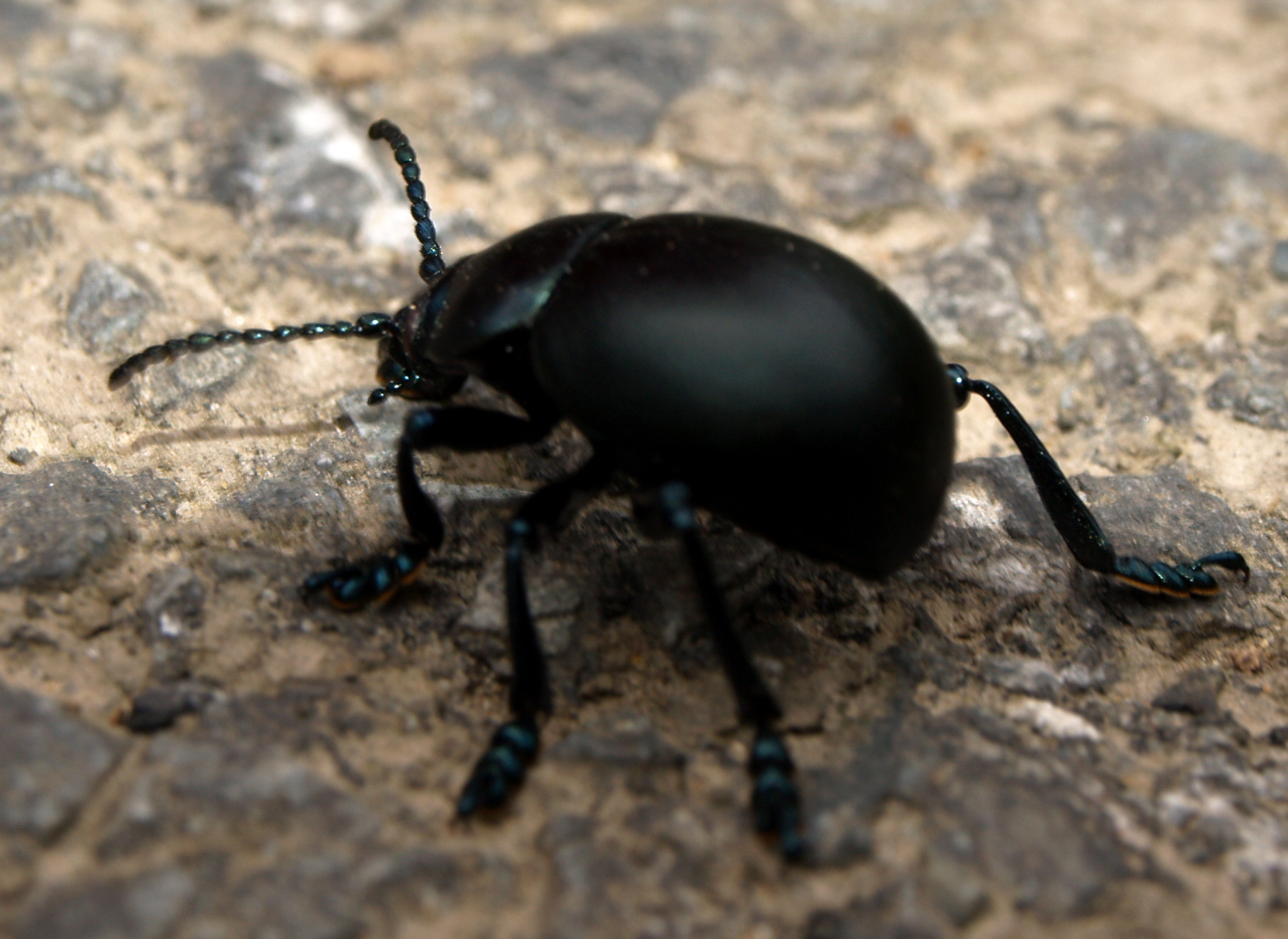
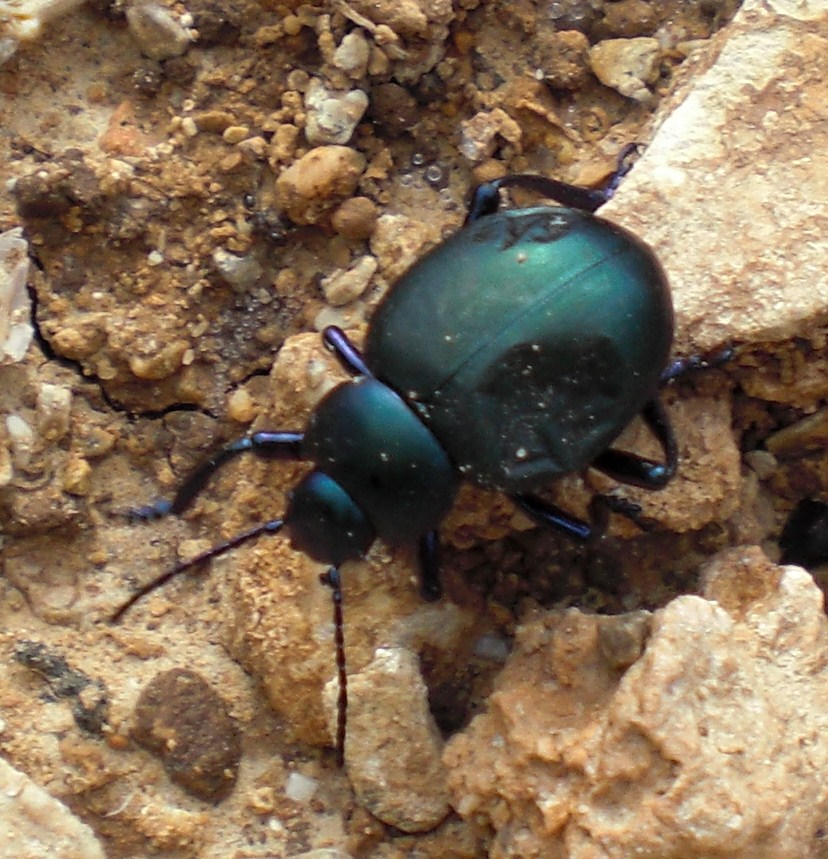
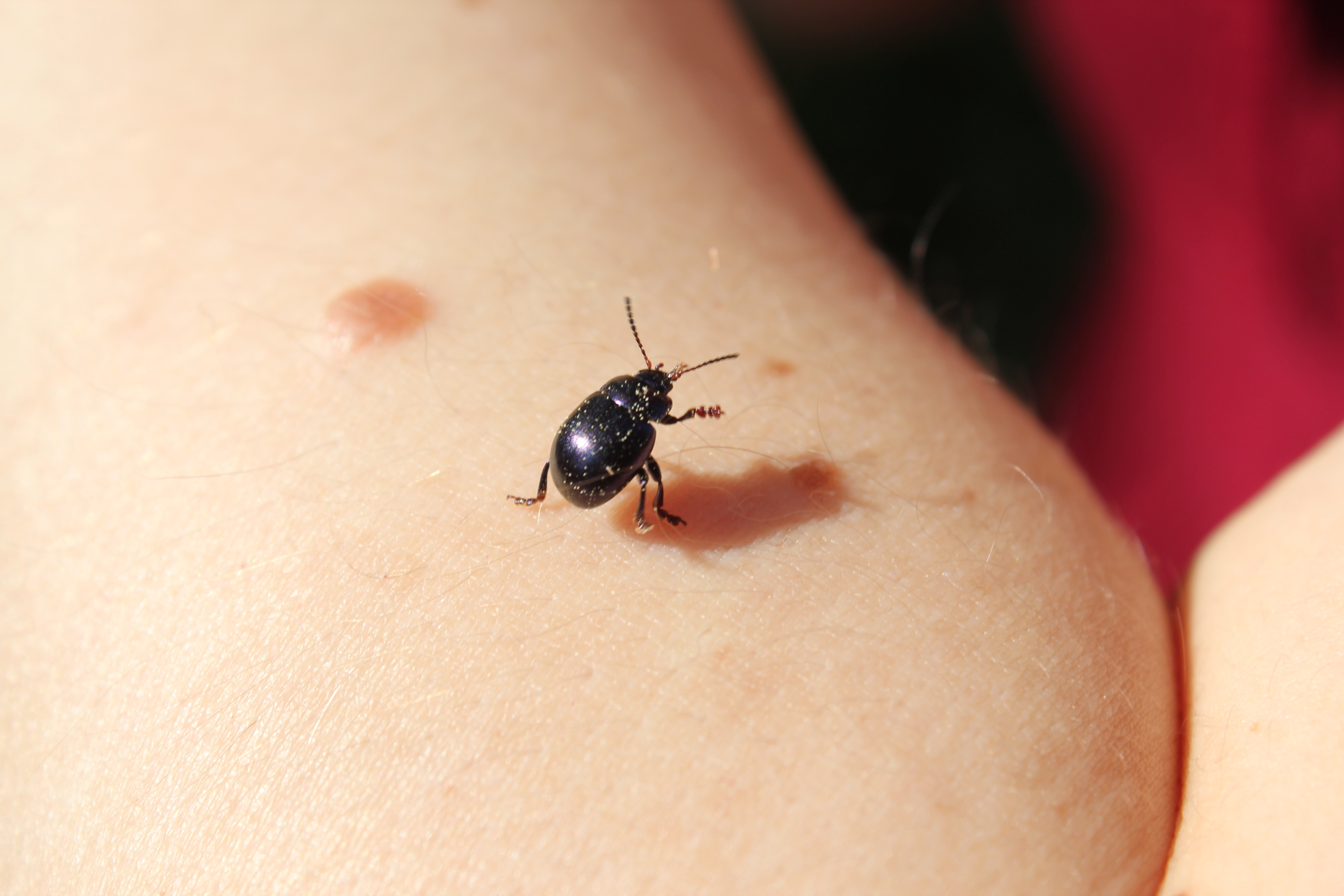